# أنديرس هيدبيرغ
أنديرس هيدبيرغ (بالسويدية: Anders Hedberg) هو لاعب هوكي الجليد سويدي، ولد في 25 فبراير 1951 في أورنشولدسفيك في السويد.

## وصلات خارجية
- أنديرس هيدبيرغ على موقع دوري الهوكي الوطني (الإنجليزية)
- أنديرس هيدبيرغ على موقع قاعة مشاهير الهوكي (لاعب أن.إتش.أل) (الإنجليزية)
- أنديرس هيدبيرغ على موقع EliteProspects.com (الإنجليزية)
- أنديرس هيدبيرغ على موقع Eurohockey.com (الإنجليزية)
- أنديرس هيدبيرغ على موقع HockeyDB.com (الإنجليزية)
- أنديرس هيدبيرغ على موقع Hockey-Reference.com (الإنجليزية)